# Andraé Crouch
Andraé Crouch (San Francisco vagy Los Angeles, 1942. július 1. – Los Angeles, 2015. január 8.) hétszeres Grammy-díjas amerikai gospel-, R&B-énekes, dalszerző; lelkész. Elévülhetetlen érdemei vannak abban, hogy egyesíteni tudta a gospelt és a fehérek   keresztény könnyűzenéjét.
Andraé Crouch a kortárs gospel-zene atyja. Egyes felvételein olyan előadókkal dolgozott együtt, mint Stevie Wonder, El DeBarge, Philip Bailey, Chaka Khan, Sheila E., a Take 6 énekegyüttes; és sok népszerű művész használta fel darabjait, mint Bob Dylan, Barbara Mandrell, Paul Simon, Elvis Presley, Little Richard. Az 1980-as, -90-es években a szupersztárok producereként ismerték, Michael Jackson, Quincy Jones, Madonna, továbbá Elton John és Little Richard duettje.

## Pályafutása
Andraé Crouch – minden szakmai képzés nélkül – kilencéves korában kezdett énekelni és zongorázni. Gyerekkorában dadogott, és nagyon későn győzte le súlyos diszlexiáját. Tizennégy évesen megírta első dalát. Soha nem nősült meg, nem voltak gyermekei.
1965-ben megalakította az Andraé Crouch & the Disciples zenekart, amellyel számos felvételt készített és világszerte turnézott. Később szólistaként, és számos világsztár producereként és hangszerelőjeként is nagy sikereket ért el.
Anélkül, hogy tudott volna kottát olvasni, számos dalt komponált. Többször diagnosztizáltak nála rákot és cukorbetegségben is szenvedett. Bár egy ideig drogtanácsadóként dolgozott, rájöttek, hogy maga is függő volt. Ez időben a világi zenének szentelte magát.
Hangszerelre az Oroszlánkirályt, a Free Willy-t és a The Color Purple-t. Később visszatért az egyházi zenéhez − és ikertestvérével, Sandra Crouch-al − átvette apja egyházi szolgálatát.

## Albumok
- Just Andraé, 1973
- Don't Give Up Warner, 1981
- Andraé Crouch More of the Best, 1982
- Finally, 1982
- No Time to Lose, 1984
- Contemporary Man, 1991
- Let's Worship Him, 1993
- Mercy, 1994
- Pray, 1997
- Gift of Christmas, 1998
- Hall of Fame, 1999
- Legends of Gospel, 2002
- Kings of Gospel, 2003
- He's Everywhere Liquid 8, 2004

## Díjak
- 7 Grammy-díj:

1975: Best Soul Gospel Performance – Take Me Back
1978: Best Contemporary Soul Gospel Album – Live in London
1979: Best Contemporary Soul Gospel Album – I'll Be Thinking of You
1980: Best Gospel Performance, Contemporary or Inspirational – "The Lord's Prayer" (collaborative)
1981: Best Contemporary Soul Gospel Album – Don't Give Up
1984: Best Soul Gospel Performance, Male – "Always Remember"
1994: Best Pop/Contemporary Gospel Album – Mercy
- 1998: Gospel Music Hall of Fame
- Hollywood Walk of Fame

## Filmek
- Andraé Crouch az IMDb-n